# Сахаров, Геннадий Николаевич
Геннадий Николаевич Сахаров (род. 6 января 1943, Владивосток) — советский футболист, защитник, мастер спорта СССР, заслуженный тренер РСФСР. Один из лучших защитников «Крыльев Советов» за всю историю клуба. Старший брат футболиста Владимира Сахарова.

## Биография
В 14 лет начал играть в команде нефтеперерабатывающего завода «Нефтяник». В 16 лет попал в куйбышевские «Трудовые резервы». Занял второе место всесоюзного первенства общества со сборной «Трудовых резервов» РСФСР. В 1961 году попал в «Нефтяник», выступавший во второй лиге под руководством Ивана Ширяева. «Нефтяник» вышел в одну группу чемпионата с клубом «Крылья Советов», и Сахарова пригласили в куйбышевский клуб. Дебютировал в классе «А» 17 августа 1962 в домашней игре против московского «Торпедо». Играл в юношеской и молодежной сборных СССР. В 1964 за игры в Кубке СССР получил звание мастера спорта. За 11 лет провел за «Крылья Советов» 299 матчей и забил 2 гола. После «Крыльев» четыре года играл в классе «Б» за балаковский «Корд» и тольяттинское «Торпедо».
Состоял в КПСС.
В 1972 году окончил Куйбышевский государственный педагогический институт.
В 1980 году поступил в Высшую школу тренеров. После её окончания, в 1982—1991 годах работал в управлении футбола Госкомспорта России. В 1995—1996 возглавлял клуб «Нефтяник» Похвистнево.